# Kościół św. Mikołaja w Berlinie-Spandau
Kościół św. Mikołaja w Berlinie-Spandau – ewangelicki kościół pod imieniem św. Mikołaja, znajdujący się w dzielnicy Berlina, Spandau.

## Historia
Kościół zaczęto budować w 1370 roku, ale budowę zakończono dopiero pod koniec XIV wieku. 1 listopada 1539 r. Joachim II przyjął luteranizm. W tym samym roku w kościele przyjęto reformację dla Brandenburgii. W 1740 roku kościół spłonął, budynek przetrwał, dzwony zostały stopione przez pożar, miasto kupiło nowe instrumenty. Świątynia została całkowicie zniszczona w wyniku pożaru podczas bombardowania w 1944 roku. W 1989 odbudowano hełm wieży.

## Opis
W środku najstarszym elementem jest chrzcielnica odlana z brązu w 1398 r. Obecnie kościół ma pięć dzwonów. W 1960 pastor Ernst Lange założył tzw. kościół sklepowy, a niedaleko głównego kościoła znajduje się muzeum. Cały budynek ma 77 metrów wysokości.

## Galeria

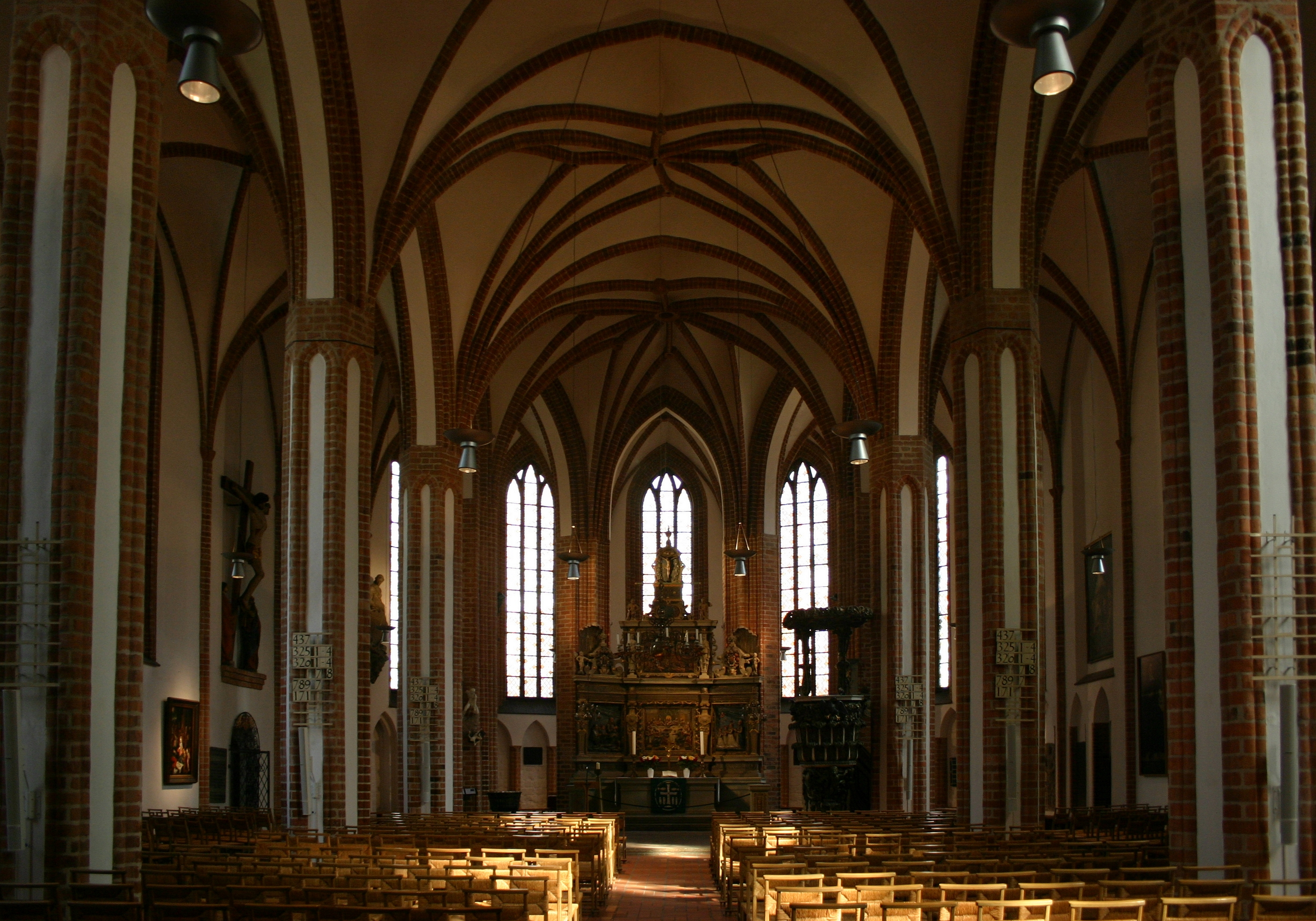
Wnętrze świątyni
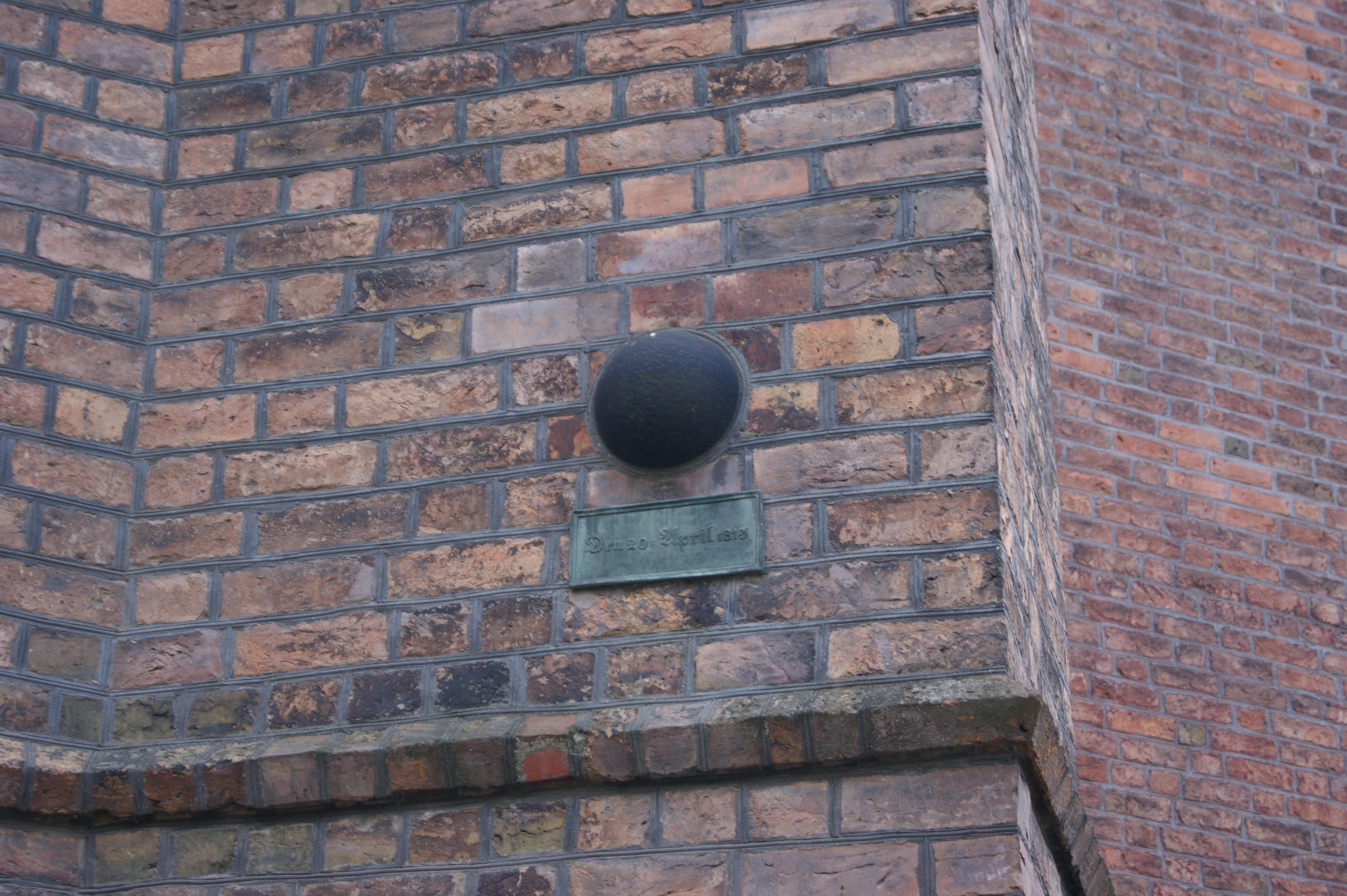
Kula armatnia
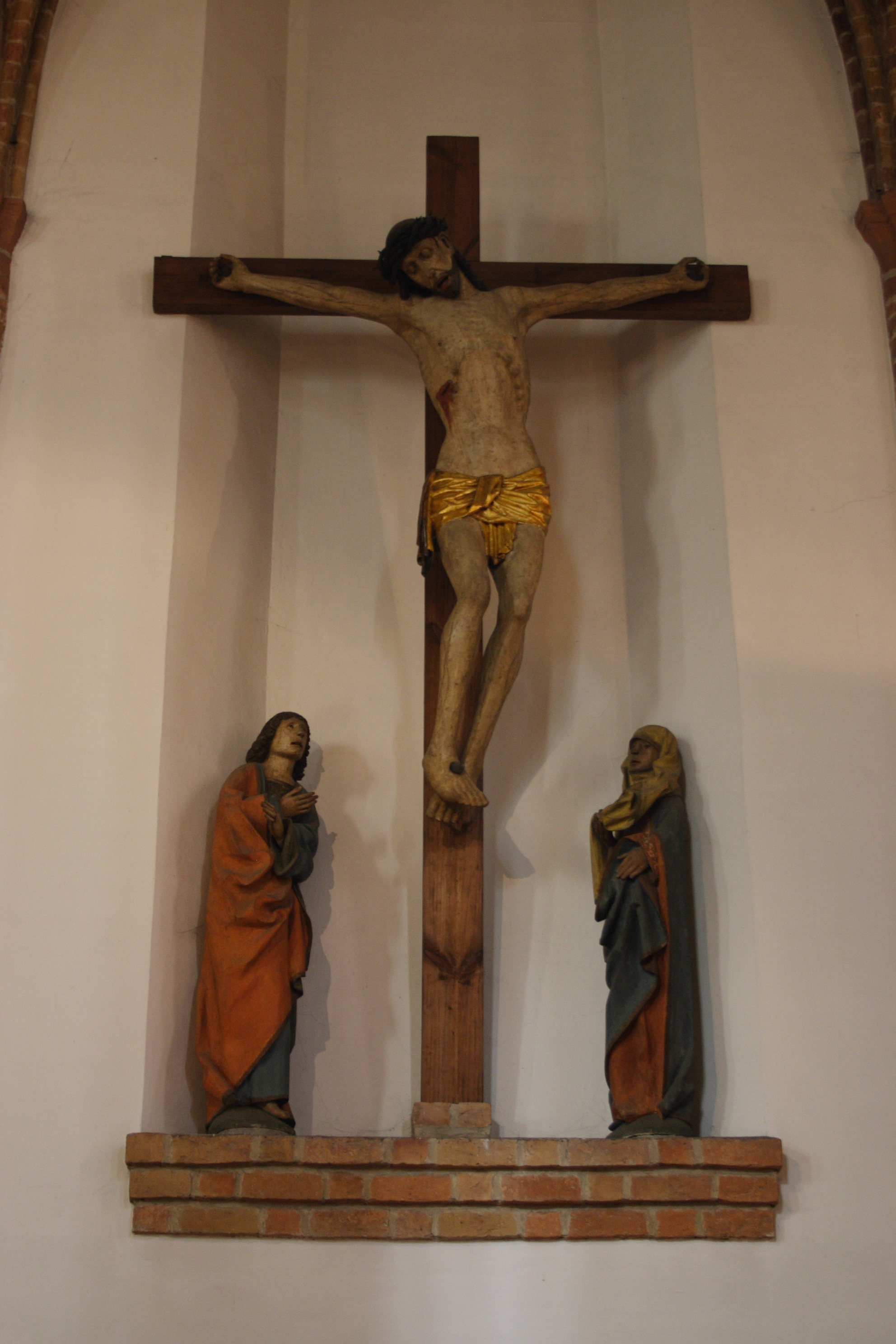
Krzyż